# Grand Prix automobile de Malaisie 2014
GP précédent GP suivant
Le Grand Prix automobile de Malaisie 2014 (2014 Formula 1 Petronas Malaysia Grand Prix), disputé le 30 mars 2014 sur le circuit international de Sepang, à Sepang, est la 899e épreuve du championnat du monde de Formule 1 courue depuis 1950 et la seconde manche du championnat 2014.
À l'issue d'une séance de qualifications retardée de presque une heure par un orage tropical, et dont les trois parties se disputent entre les gouttes sur une piste mouillée dans des conditions d'adhérence et de visibilité précaires, Lewis Hamilton confirme la suprématie des Mercedes, ainsi que la sienne, dans cet exercice en ce début de saison ; il obtient en effet sa deuxième pole position consécutive et la trente-troisième de sa carrière. Sebastian Vettel, en difficulté deux semaines plus tôt à Melbourne, se hisse à ses côtés en première ligne. Nico Rosberg réalise le troisième temps pour un départ en deuxième ligne aux côtés de la Ferrari de Fernando Alonso. La troisième ligne est occupée par Daniel Ricciardo et Kimi Räikkönen.
Auteur d'un excellent départ et dominateur en course, Lewis Hamilton remporte la vingt-troisième victoire de sa carrière au terme des cinquante-six tours du circuit de Sepang. Grâce à sa pole position, à la réalisation du meilleur tour en course et en menant l'épreuve de bout en bout, il obtient son premier chelem dans la discipline. Nico Rosberg, en finissant deuxième à dix-sept secondes, consolide sa première place au classement du championnat du monde et offre à Mercedes son sixième doublé, le premier depuis 1955 grâce à Juan Manuel Fangio et Piero Taruffi. Sebastian Vettel complète le podium et marque ses premiers points de la saison. Fernando Alonso amène sa Ferrari à la quatrième place après une belle lutte avec la Force India de Nico Hülkenberg. Les deux Williams et les deux McLaren suivent dans les points, dans l'ordre, Jenson Button, Felipe Massa, Valtteri Bottas et Kevin Magnussen, alors que le jeune Daniil Kvyat prend le point de la dixième place.
Rosberg mène donc le championnat avec 43 points et devance Hamilton (25 points), Alonso (24 points), Button (23 points) et Magnussen (20 points). Mercedes prend la première place du classement des constructeurs avec 68 points et devance McLaren (43 points) ; suivent Ferrari (30 points), Williams (20 points), Force India (19 points), Red Bull (15 points) et Toro Rosso (7 points). Sept des onze écuries engagées au championnat ont marqué des points, Sauber, Lotus, Marussia et Caterham n'en ayant pas encore inscrit.

## Essais libres

### Première séance, le vendredi de 10 h à 11 h 30
| Pos. | Pilote           | Voiture            | Chrono         | Écart     |
| ---- | ---------------- | ------------------ | -------------- | --------- |
| 1    | Lewis Hamilton   | Mercedes           | 1 min 40 s 691 |           |
| 2    | Kimi Räikkönen   | Ferrari            | 1 min 40 s 843 | + 0 s 152 |
| 3    | Nico Rosberg     | Mercedes           | 1 min 41 s 028 | + 0 s 337 |
| 4    | Jenson Button    | McLaren-Mercedes   | 1 min 41 s 111 | + 0 s 420 |
| 5    | Kevin Magnussen  | McLaren-Mercedes   | 1 min 41 s 274 | + 0 s 583 |
| 6    | Jean-Éric Vergne | Toro Rosso-Renault | 1 min 41 s 402 | + 0 s 711 |

La température de l'air est de 29 °C, la piste est à 38 °C et le taux d'humidité de 67 % au départ de la première séance d'essais libres. McLaren Racing aligne un nouveau museau rappelant celui des Toro Rosso et les logos Mobil 1 des pontons latéraux sont remplacés par des autocollants Esso. Les Lotus F1 Team mettent quant à elles à l'honneur le constructeur national Proton. Pour favoriser le refroidissement, de nombreuses monoplaces, notamment les Williams et les Mercedes, ont privilégié des carrosseries munies de larges entrées d'air,,. 
Tous les pilotes, à l'exception des Red Bull Racing et de Romain Grosjean, s'élancent derrière Fernando Alonso, pour boucler leur premier tour d'installation, en pneus durs. Nico Rosberg se plaint de sa répartition de freinage à l'arrière. Après dix-sept minutes, Esteban Gutiérrez fixe le temps de référence en 1 min 45 s 851 puis est surpassé, en deux temps, par Valtteri Bottas (1 min 44 s 359 puis 1 min 43 s 193),,.
Alors que les Mercedes, les Red Bull et les Lotus restent dans leurs stands, Ferrari, Williams et McLaren tournent régulièrement, profitant du train de pneumatiques supplémentaire alloué par Pirelli. Fernando Alonso améliore en 1 min 42 s 930, laisse un temps le commandement à Jenson Button (1 min 42 s 531) et repasse en tête en 1 min 41 s 923. À une heure de la fin de séance, Romain Grosjean abandonne sa Lotus E22 dans le virage no 9,,.
À la mi-séance, Jean-Éric Vergne prend la tête en 1 min 41 s 402 ; les Red Bull et les Lotus n'ont pas enregistré le moindre tour chronométré et la Caterham de Kamui Kobayashi est bloquée au stand à cause d'un ennui de stockage d'énergie. Marcus Ericsson et Kimi Räikkönen ont également beaucoup de difficultés à maîtriser leurs monoplaces à cause d'ennuis de MGU-H. En piste, Gutiérrez est en proie à un brutal survirage. Kevin Magnussen passe en tête en 1 min 41 s 274 puis s'immobilise en piste : ayant subitement perdu de la puissance, il a volontairement stoppé par précaution. Quelques instants plus tard, Lewis Hamilton, en deux temps, passe en tête (1 min 40 s 723 puis 1 min 40 s 691, meilleur temps de la session) alors que Felipe Massa part en toupie en sortie de courbe. En fin de séance, Pastor Maldonado tente d'établir un tour chronométré mais sa monoplace, en se mettant à fumer, le contraint à regagner son stand,,.

### Deuxième séance, le vendredi de 14 h à 15 h 30
| Pos. | Pilote           | Voiture           | Chrono         | Écart     |
| ---- | ---------------- | ----------------- | -------------- | --------- |
| 1    | Nico Rosberg     | Mercedes          | 1 min 39 s 909 |           |
| 2    | Kimi Räikkönen   | Ferrari           | 1 min 39 s 944 | + 0 s 035 |
| 3    | Sebastian Vettel | Red Bull-Renault  | 1 min 39 s 970 | + 0 s 061 |
| 4    | Lewis Hamilton   | Mercedes          | 1 min 40 s 051 | + 0 s 142 |
| 5    | Fernando Alonso  | Ferrari           | 1 min 40 s 103 | + 0 s 194 |
| 6    | Felipe Massa     | Williams-Mercedes | 1 min 40 s 112 | + 0 s 203 |

La température ambiante est de 34 °C au départ de la deuxième séance d'essais libres ; les pilotes s'élancent dès l'ouverture de la piste et Romain Grosjean établit le temps de référence en 1 min 44 s 005 tandis que les mécaniciens Lotus sont toujours en train de travailler sur la monoplace de son coéquipier Pastor Maldonado, bloqué dans le garage. Max Chilton immobilise sa Marussia MR03 après seulement un tour,,. 
Jenson Button améliore en 1 min 42 s 445, laisse pour un temps le commandement à Nico Hülkenberg (1 min 42 s 293) puis reprend la tête en 1 min 41 s 635. Valtteri Bottas tourne ensuite en 1 min 41 s 072 et Fernando Alonso en 1 min 40 s 737. Jean-Éric Vergne rate un freinage mais reste sur la piste en dépit d'une longue glissade et Hülkenberg passe par le bac à graviers. Les ingénieurs de Red Bull Racing testent l'aileron arrière de la monoplace de Sebastian Vettel tandis que Lewis Hamilton manque de ravir le commandement à Alonso,,. 
Quelques tours plus tard, Grosjean rencontre des problèmes avec sa Lotus E22 et doit regagner son stand sans changer de rapport de transmission. Après trente minutes et alors que quelques pilotes chaussent leurs pneus tendres, Kamui Kobayashi et Maldonado n'ont toujours pas pris la piste. Felipe Massa, en tendres, passe en tête en 1 min 40 s 112 puis est devancé par Nico Rosberg en 1 min 39 s 909, quelques centièmes de seconde devant Kimi Räikkönen et Lewis Hamilton ; suivent Alonso, Massa et Vettel, les six premiers se tenant en deux dixièmes de seconde,,.
Après la mi-séance, les équipes travaillent sur le rythme de course en demandant aux pilotes de boucler de longs relais. Romain Grosjean réussit à faire quelques tours chronométrés avant de s'arrêter, victime des mêmes problèmes ; Pastor Maldonado et Kamui Kobayashi n'ont pas quitté leurs stands,,.

### Troisième séance, le samedi de 13 h à 14 h
| Pos. | Pilote           | Voiture              | Chrono         | Écart     |
| ---- | ---------------- | -------------------- | -------------- | --------- |
| 1    | Nico Rosberg     | Mercedes             | 1 min 39 s 008 |           |
| 2    | Lewis Hamilton   | Mercedes             | 1 min 39 s 240 | + 0 s 232 |
| 3    | Kimi Räikkönen   | Ferrari              | 1 min 40 s 156 | + 1 s 148 |
| 4    | Sebastian Vettel | Red Bull-Renault     | 1 min 40 s 387 | + 1 s 379 |
| 5    | Nico Hülkenberg  | Force India-Mercedes | 1 min 40 s 523 | + 1 s 515 |
| 6    | Daniel Ricciardo | Red Bull-Renault     | 1 min 40 s 686 | + 1 s 678 |

La température ambiante est de 31 °C au départ de la dernière séance d'essais libres. Si la pluie a largement nettoyé la piste durant la nuit, c'est dans des conditions sèches et sous la chaleur que les pilotes abordent cette session. Chez Lotus, Pastor Maldonado et Romain Grosjean sont en mesure de prendre tous les deux la piste d'entrée, après les soucis du vendredi. De nombreuses équipes effectuent des simulations de départ en haut de la voie des stands durant les premières minutes puis Maldonado fixe le temps de référence et l'améliore à chaque passage (1 min 49 s 882, 1 min 45 s 211 et 1 min 44 s 622),,. 
Plusieurs pilotes se relaient en tête du classement : Felipe Massa tourne en 1 min 42 s 855, Kimi Räikkönen en 1 min 41 s 835, Lewis Hamilton en 1 min 41 s 246, Nico Rosberg en 1 min 40 s 946 et Hamilton en 1 min 40 s 552, tous chaussés en pneus durs. Kevin Magnussen, comme lors de la première séance d'essais, se plaint d'une perte de puissance et regagne son stand au ralenti ; son équipier Jenson Button semble également à la peine : les deux pilotes ne parviennent pas à réaliser le moindre tour chronométré à cause d'un problème moteur qui affecte les deux McLaren MP4-29,,. 
À vingt minutes du drapeau à damier, Maldonado, premier à chausser les pneus tendres, et Grosjean sont victimes de blocages de roues intempestifs. Kimi Räikkönen, en pneus tendres, s'installe en tête du classement en 1 min 40 s 156 mais, quelques instants plus tard, le Finlandais est devancé par Nico Rosberg qui, en 1 min 39 s 008, établit le meilleur temps de la session,,.

## Séance de qualification

### Résultats des qualifications

#### Session Q1
Quarante-cinq minutes avant le départ de la séance, un déluge s'abat sur le circuit de Sepang ; il pleut toujours des cordes à quelques instants du départ de la séance de qualification du Grand Prix où, en dépit des précipitations, la température reste élevée avec 24 °C dans l'air et 30 °C en piste. Les conditions de piste sont jugées impraticables par la direction de course qui retarde la séance de quinze minutes. Les conditions ne s'améliorant pas après un quart d'heure, la direction de course prononce un second report de quinze minutes. À l'issue de ce report, la voiture de sécurité est envoyée en piste pour une inspection qui conduit à un troisième report de la séance. Une seconde inspection de piste a lieu à 16 h 35 alors que la pluie s'est fortement atténuée ; la direction de course retarde la séance de cinq minutes supplémentaires. Une troisième inspection, à 16 h 45, alors que la pluie s'est arrêtée, permet de fixer départ de la séance, avec cinquante minutes de retard,,,.
Après cinquante minutes de retard, les pilotes, chaussés en pneus intermédiaires (hormis les McLaren en composé pleine pluie), se ruent en piste dès son ouverture car une nouvelle averse est annoncée, sauf Marcus Ericsson qui reste immobilisé. Lewis Hamilton fixe le temps de référence en 1 min 57 s 309, immédiatement amélioré, en deux temps, par son coéquipier Nico Rosberg (1 min 57 s 189 puis 1 min 57 s 183),,.   
Sebastian Vettel est rappelé au stand car ses ingénieurs décèlent un problème d'ERS sur sa monoplace ; il est renvoyé en piste alors que la pluie reprend. Les deux Mercedes conservent la tête, d'autant que la direction de course sort le drapeau rouge à la suite d'une sortie de piste de Marcus Ericsson peu avant la fin de session. Les six pilotes éliminés sont Marcus Ericsson et son coéquipier Kamui Kobayashi, Max Chilton et son coéquipier Jules Bianchi, Adrian Sutil et Pastor Maldonado,,.

#### Session Q2
Tous les pilotes se relancent en piste en pneus pleine pluie car les pneus intermédiaires ne sont plus adaptés. Daniil Kvyat rate un freinage, tente de se rattraper en braquant vers l'intérieur de la piste et heurte Fernando Alonso. Les débris tombés sur la piste provoquent la sortie d'un drapeau rouge pour procéder à leur enlèvement. Alors qu'il reste moins de treize minutes dans la session, aucun pilote n'a réalisé le moindre tour chronométré. La Ferrari F14 T d'Alonso semble sérieusement abîmée au niveau de la suspension puisqu'un des bras a perdu son attache ; les dégâts semblant moins graves sur la Toro Rosso STR9 de Kvyat,,.
La séance est relancée quelques minutes plus tard, sans Alonso dont la voiture est aux mains de ses mécaniciens ; il reprend la piste à dix minutes du terme et n'a ainsi perdu que peu de temps. Valtteri Bottas choisit de repartir en intermédiaires et concède huit secondes aux pilotes Mercedes. Lewis Hamilton  fixe le temps de référence en 1 min 59 s 419 puis améliore en 1 min 59 s 241 et 1 min 59 s 041 ; personne ne parvient à le devancer sous ces conditions difficiles,,. 
Les Red Bull Racing apparaissent en forme sous ces conditions pluvieuses, de même que Nico Hülkenberg. Par contre, les Williams sont à la peine, comme les Toro Rosso. À trois minutes de la fin, Kevin Magnussen fait une embardée dans les graviers du dernier virage mais parvient à conserver sa place pour la Q3, au contraire de Romain Grosjean. Les six pilotes éliminés sont Valtteri Bottas et son coéquipier Felipe Massa, Sergio Pérez, Esteban Gutiérrez, Daniil Kvyat et Romain Grosjean,,.

#### Session Q3
Les dix pilotes se relancent en piste ; si Kevin Magnussen et Jenson Button sont en pneus intermédiaires, tous les autres sont en pneus pleine pluie. Le Danois se rend compte dès son premier tour qu'il n'a pas chaussé les pneus adaptés aux conditions de piste. Son coéquipier Jenson Button rentre au stand après un tour pour échanger ses pneus intermédiaires usés contre un train de pneus intermédiaires neufs, ce qui se révèle également être un mauvais choix,,.
Kimi Räikkönen établit le temps de référence en 2 min 01 s 218  mais Lewis Hamilton améliore en 1 min 59 s 431, juste devant son coéquipier Nico Rosberg (2 min 00 s 175). Sebastian Vettel et Fernando Alonso s'intercalent entre les deux Mercedes. La pluie s'intensifie en fin de séance et Vettel ne parvient pas à franchir la ligne de départ à temps pour une dernière tentative. Fautif dans le virage no 4, Hamilton n'améliore pas sa performance mais obtient la trente-troisième pole position de sa carrière. Il devance Vettel alors que Rosberg monte en troisième position devant Alonso et Daniel Ricciardo ; suivent Räikkönen, Nico Hülkenberg, Magnussen, Jean-Éric Vergne et Button,,.

### Grille de départ du Grand Prix
| Pos.                                                                                      | N° | Pilote            | Écurie               | Qualifications 1 | Qualifications 2 | Qualifications 3 |
| ----------------------------------------------------------------------------------------- | -- | ----------------- | -------------------- | ---------------- | ---------------- | ---------------- |
| 1                                                                                         | 44 | Lewis Hamilton    | Mercedes             | 1 min 57 s 202   | 1 min 59 s 041   | 1 min 59 s 431   |
| 2                                                                                         | 1  | Sebastian Vettel  | Red Bull-Renault     | 1 min 57 s 564   | 1 min 59 s 399   | 1 min 59 s 486   |
| 3                                                                                         | 6  | Nico Rosberg      | Mercedes             | 1 min 57 s 183   | 1 min 59 s 445   | 2 min 00 s 050   |
| 4                                                                                         | 14 | Fernando Alonso   | Ferrari              | 1 min 58 s 889   | 2 min 01 s 356   | 2 min 00 s 175   |
| 5                                                                                         | 3  | Daniel Ricciardo  | Red Bull-Renault     | 1 min 58 s 913   | 2 min 00 s 147   | 2 min 00 s 541   |
| 6                                                                                         | 7  | Kimi Räikkönen    | Ferrari              | 1 min 59 s 257   | 2 min 01 s 532   | 2 min 01 s 218   |
| 7                                                                                         | 27 | Nico Hülkenberg   | Force India-Mercedes | 1 min 58 s 883   | 2 min 00 s 839   | 2 min 01 s 712   |
| 8                                                                                         | 20 | Kevin Magnussen   | McLaren-Mercedes     | 2 min 00 s 358   | 2 min 02 s 094   | 2 min 02 s 213   |
| 9                                                                                         | 25 | Jean-Éric Vergne  | Toro Rosso-Renault   | 2 min 01 s 689   | 2 min 02 s 096   | 2 min 03 s 078   |
| 10                                                                                        | 22 | Jenson Button     | McLaren-Mercedes     | 2 min 00 s 889   | 2 min 01 s 810   | 2 min 04 s 053   |
| 11                                                                                        | 26 | Daniil Kvyat      | Toro Rosso-Renault   | 2 min 01 s 175   | 2 min 02 s 351   |                  |
| 12                                                                                        | 21 | Esteban Gutiérrez | Sauber-Ferrari       | 2 min 01 s 134   | 2 min 02 s 369   |                  |
| 13                                                                                        | 19 | Felipe Massa      | Williams-Mercedes    | 2 min 00 s 047   | 2 min 02 s 460   |                  |
| 14                                                                                        | 11 | Sergio Pérez      | Force India-Mercedes | 2 min 00 s 076   | 2 min 02 s 511   |                  |
| 15                                                                                        | 77 | Valtteri Bottas   | Williams-Mercedes    | 1 min 59 s 709   | 2 min 02 s 756   |                  |
| 16                                                                                        | 8  | Romain Grosjean   | Lotus-Renault        | 2 min 00 s 202   | 2 min 02 s 885   |                  |
| 17                                                                                        | 13 | Pastor Maldonado  | Lotus-Renault        | 2 min 02 s 074   |                  |                  |
| 18                                                                                        | 99 | Adrian Sutil      | Sauber-Ferrari       | 2 min 02 s 131   |                  |                  |
| 19                                                                                        | 17 | Jules Bianchi     | Marussia-Ferrari     | 2 min 02 s 702   |                  |                  |
| 20                                                                                        | 10 | Kamui Kobayashi   | Caterham-Renault     | 2 min 03 s 595   |                  |                  |
| 21                                                                                        | 4  | Max Chilton       | Marussia-Ferrari     | 2 min 04 s 388   |                  |                  |
| 22                                                                                        | 9  | Marcus Ericsson   | Caterham-Renault     | 2 min 04 s 407   |                  |                  |
| Temps minimal à réaliser pour la qualification : 2 min 05 s 385 (107 % de 1 min 59 s 431) |    |                   |                      |                  |                  |                  |

- Valtteri Bottas, auteur du quinzième temps des qualifications, reçoit une pénalité de trois places pour avoir gêné Daniel Ricciardo qui terminait son tour rapide alors que Bottas entamait le sien. Il s'élance de la dix-huitième position sur la grille de départ[22].

## Course

### Déroulement de l'épreuve
La température ambiante est de 32 °C, la piste est à 51 °C et le taux d'humidité atteint 62 % au départ du Grand Prix. Sergio Pérez, bloqué dans son garage à cause d'une boîte de vitesses coincée, ne peut pas participer à la mise en grille et, finalement, ne prend pas part à l'épreuve. Au départ, Sebastian Vettel, en première ligne, se rabat vers le mur intérieur pour tenter de contenir Nico Rosberg, parti troisième. Rosberg réussit néanmoins à prendre la deuxième place tandis que son coéquipier Lewis Hamilton, parti de la pole position, s'échappe. Daniel Ricciardo prend un bon départ depuis la cinquième place, ce qui lui permet d'attaquer immédiatement son coéquipier Vettel et de le passer pour le gain de la troisième place. Felipe Massa réussit lui aussi son envol et gagne trois places pour pointer au dixième rang. Dès le virage no 4, Jules Bianchi et Pastor Maldonado se touchent ; Bianchi se décale vers Jean-Éric Vergne et crève son pneu arrière sur l'aileron de son compatriote. Les deux Français doivent passer par les stands et Vergne, dont l'aileron est à changer, en profite pour passer des pneus tendres aux pneus durs. Au premier passage sur la ligne de chronométrage, Hamilton mène devant Rosberg, Ricciardo, Vettel, Alonso, Hülkenberg, Räikkönen, Magnussen, Button, Massa, Gutiérrez et Bottas,,.
Lewis Hamilton devance de deux secondes son coéquipier tandis que Nico Hülkenberg attaque Fernando Alonso et s'empare de la cinquième place. Kimi Räikkönen, touché par Kevin Magnussen, crève et sombre en fond de classement alors qu'il rejoint son stand au ralenti. Massa pointe au huitième rang au quatrième tour alors que Vettel attaque Ricciardo et reprend la troisième place. Après dix tours, Hamilton possède une avance de 6 secondes sur Rosberg alors que Maldonado doit abandonner sur ordre de ses ingénieurs afin de préserver son moteur. Les mécaniciens de McLaren Racing ne parviennent pas à changer le museau de la monoplace de Magnussen, endommagé après son contact avec Räikkönen, et le Danois, pénalisé par un stop-and-go de 5 secondes, reprend la piste avec son aileron abîmé. Jules Bianchi, jugé responsable de l'accrochage avec Maldonado, purge un stop-and-go de pénalité ; il abandonne finalement après huit tours. Vergne, victime collatérale de l'incident, abandonnera dix tours plus tard,,.
Lors des premiers arrêts au stand, Ricciardo ressort de justesse devant Alonso après leurs arrêts respectifs et doit résister aux attaques de l'Espagnol. Hamilton s'arrête dans le quinzième tour.  Au dix-septième passage, après la vague d'arrêts aux stands, Hamilton devance Rosberg de 9 secondes ; suivent Vettel, Ricciardo, Alonso, Hülkenberg, Jenson Button, Massa, Daniil Kvyat, Bottas, Magnussen, Romain Grosjean, Gutiérrez, Sutil, Kamui Kobayashi, Max Chilton, Marcus Ericsson. Räikkönen, dernier, chausse les pneus durs au dix-huitième tour. À la mi-course, Hamilton dispose de 10 secondes d'avance sur Rosberg qui se voit intimer l'ordre d'accroître son avance sur Vettel qui le suit à moins de 3 secondes. Alors que le débitmètre de Ricciardo tombe en panne (une consommation instantanée excessive avait provoqué sa disqualification lors du Grand Prix inaugural), la FIA indique que la Red Bull RB10 consomme un peu plus qu'autorisé tandis que les deux Williams FW36, septième et huitième, sont les monoplaces les plus économes en carburant,,. 
Au trentième tour, alors que le temps se fait menaçant, Vettel maintient Rosberg sous pression pendant que les arrêts aux stands sont en cours. À la sortie des stands, moins d'une seconde sépare les deux Allemands, relégués à 11 secondes d'Hamilton. Adrian Sutil immobilise sa Sauber C33 à l'amorce de la ligne droite au trente-troisième passage mais, parvenant à se garer hors-trajectoire, aucune neutralisation de course n'est nécessaire à l'évacuation de sa monoplace. Trois tours plus tard, son coéquipier Esteban Gutiérrez abandonne lui aussi sur panne mécanique,,.
Au quarante-et-unième tour, Daniel Ricciardo, quatrième, effectue son arrêt et se relance dans la voie des stands avec la roue avant gauche mal fixée ; il s'immobilise en bout de ligne droite et ses mécaniciens le poussent en marche arrière jusqu'au stand pour refixer la roue. L'Australien reprend la piste en quatorzième position et reçoit une pénalité de dix places de recul sur la grille de départ du prochain Grand Prix. Quelques instants plus tard, l'aileron avant de Ricciardo s'affaisse et une ailette entame son pneumatique avant droit qui menace de crever. Ricciardo regagne son stand, ressort seizième et dernier, puis abandonne au cinquante-et-unième tour,,.
Vettel, troisième, effectue son dernier changement de pneus à six tours du but, imité au tour suivant par Rosberg et Hamilton tandis que Fernando Alonso, auteur meilleur temps au tour, cherche à prendre la quatrième place à Hülkenberg ; la lutte, intense, voit l'Espagnol réussir son pari. Felipe Massa reçoit un message radio l'invitant à s'effacer derrière son coéquipier Valtteri Bottas mais le Brésilien n'en tient pas compte et conserve sa septième place jusqu'à l'arrivée. Lewis Hamilton remporte la vingt-troisième victoire de sa carrière, et son premier chelem, tandis que Mercedes, grâce à la deuxième place de Rosberg, réalise un doublé, son premier depuis 1955. Sebastian Vettel complète le podium ; suivent pour les points Alonso, Hülkenberg, Button, Massa, Bottas, Magnussen et Kvyat,,.

### Classement de la course
| Pos. | no | Pilote            | Écurie               | Tours | Temps/Abandon                      | Grille | Points |
| ---- | -- | ----------------- | -------------------- | ----- | ---------------------------------- | ------ | ------ |
| 1    | 44 | Lewis Hamilton    | Mercedes             | 56    | 1 h 40 min 25 s 974 (185,442 km/h) | 1      | 25     |
| 2    | 6  | Nico Rosberg      | Mercedes             | 56    | + 17 s 313                         | 3      | 18     |
| 3    | 1  | Sebastian Vettel  | Red Bull-Renault     | 56    | + 24 s 534                         | 2      | 15     |
| 4    | 14 | Fernando Alonso   | Ferrari              | 56    | + 35 s 992                         | 4      | 12     |
| 5    | 27 | Nico Hülkenberg   | Force India-Mercedes | 56    | + 47 s 199                         | 7      | 10     |
| 6    | 22 | Jenson Button     | McLaren-Mercedes     | 56    | + 1 min 23 s 691                   | 10     | 8      |
| 7    | 19 | Felipe Massa      | Williams-Mercedes    | 56    | + 1 min 25 s 076                   | 13     | 6      |
| 8    | 77 | Valtteri Bottas   | Williams-Mercedes    | 56    | + 1 min 25 s 537                   | 18     | 4      |
| 9    | 20 | Kevin Magnussen   | McLaren-Mercedes     | 55    | + 1 tour                           | 8      | 2      |
| 10   | 26 | Daniil Kvyat      | Toro Rosso-Renault   | 55    | + 1 tour                           | 11     | 1      |
| 11   | 8  | Romain Grosjean   | Lotus-Renault        | 55    | + 1 tour                           | 15     |        |
| 12   | 7  | Kimi Räikkönen    | Ferrari              | 55    | + 1 tour                           | 6      |        |
| 13   | 10 | Kamui Kobayashi   | Caterham-Renault     | 55    | + 1 tour                           | 20     |        |
| 14   | 9  | Marcus Ericsson   | Caterham-Renault     | 54    | + 2 tours                          | 22     |        |
| 15   | 4  | Max Chilton       | Marussia-Ferrari     | 54    | + 2 tours                          | 21     |        |
| Abd. | 3  | Daniel Ricciardo  | Red Bull-Renault     | 49    | Retrait volontaire                 | 5      |        |
| Abd. | 21 | Esteban Gutiérrez | Sauber-Ferrari       | 35    | Boîte de vitesses                  | 12     |        |
| Abd. | 99 | Adrian Sutil      | Sauber-Ferrari       | 32    | Moteur                             | 17     |        |
| Abd. | 25 | Jean-Éric Vergne  | Toro Rosso-Renault   | 18    | Turbocompresseur                   | 9      |        |
| Abd. | 17 | Jules Bianchi     | Marussia-Ferrari     | 8     | Accrochage                         | 19     |        |
| Abd. | 13 | Pastor Maldonado  | Lotus-Renault        | 7     | Moteur                             | 16     |        |
| N.p. | 11 | Sergio Pérez      | Force India-Mercedes | 0     | Boîte de vitesses                  | 14     |        |

### Pole position et record du tour
- Pole position :  Lewis Hamilton (Mercedes Grand Prix) en 1 min 59 s 431 (167,082 km/h)[27].
- Meilleur tour en course :  Lewis Hamilton (Mercedes Grand Prix) en 1 min 43 s 066 (193,612 km/h) au cinquante-troisième tour[28].

### Tours en tête
- Lewis Hamilton : 56 tours (1-56)[29].

## Classements généraux à l'issue de la course
| Pos. | Pilote           | Écurie               | Points |
| ---- | ---------------- | -------------------- | ------ |
| 1    | Nico Rosberg     | Mercedes             | 43     |
| 2    | Lewis Hamilton   | Mercedes             | 25     |
| 3    | Fernando Alonso  | Ferrari              | 24     |
| 4    | Jenson Button    | McLaren-Mercedes     | 23     |
| 5    | Kevin Magnussen  | McLaren-Mercedes     | 20     |
| 6    | Nico Hülkenberg  | Force India-Mercedes | 18     |
| 7    | Sebastian Vettel | Red Bull-Renault     | 15     |
| 8    | Valtteri Bottas  | Williams-Mercedes    | 14     |
| 9    | Felipe Massa     | Williams-Mercedes    | 6      |
| 10   | Kimi Räikkönen   | Ferrari              | 6      |
| 11   | Jean-Éric Vergne | Toro Rosso-Renault   | 4      |
| 12   | Daniil Kvyat     | Toro Rosso-Renault   | 3      |
| 13   | Sergio Pérez     | Force India-Mercedes | 1      |

| Pos. | Écurie               | Points |
| ---- | -------------------- | ------ |
| 1    | Mercedes             | 68     |
| 2    | McLaren-Mercedes     | 43     |
| 3    | Ferrari              | 30     |
| 4    | Williams-Mercedes    | 20     |
| 5    | Force India-Mercedes | 19     |
| 6    | Red Bull-Renault     | 15     |
| 7    | Toro Rosso-Renault   | 7      |

## Statistiques
Le Grand Prix de Malaisie 2014 représente :
- la 33e pole position de sa carrière pour Lewis Hamilton, qui égale Alain Prost et Jim Clark[32] ;
- la 23e victoire de sa carrière pour Lewis Hamilton[33] ;
- le 3e Hat trick de sa carrière pour Lewis Hamilton[34] ;
- le 1er chelem de sa carrière pour Lewis Hamilton[35] ;
- la 15e victoire pour Mercedes en tant que constructeur[36] ;
- la 101e victoire pour Mercedes en tant que motoriste[37] ;
- le 6e doublé pour Mercedes en tant que constructeur. Le précédent a été réalisé par Juan Manuel Fangio et Piero Taruffi au Grand Prix automobile d'Italie 1955[38] ;

Au cours de ce Grand Prix :
- Martin Donnelly (13 départs en Grands Prix entre 1989 et 1990) est nommé assistant des commissaires de course[39] ;
- À quelques minutes du départ du Grand Prix, une minute de silence a été observée en hommage aux victimes du vol 370 dont le Boeing 777 de la Malaysia Airlines avait décollé le 8 mars de l'aéroport de Kuala Lumpur situé à quelques hectomètres du circuit de Sepang[40]. À la demande de la FIA, les pilotes arborent sur leur casque un autocollant Pray for MH370 pour rendre hommage aux disparus. Mercedes Grand Prix, dont le sponsor-titre Petronas est malaisien, arbore une livrée spécifique sur la carrosserie de ses monoplaces. Le concert de Christina Aguilera est également annulé[41].